# اوسترولد
اوسترولد (به هلندی: Oosterwolde) یک منطقهٔ مسکونی در هلند است که در اوست‌استلینگ‌ورف واقع شده‌است. اوسترولد ۹٬۷۷۹ نفر جمعیت دارد.